# Eparchia di Križevci

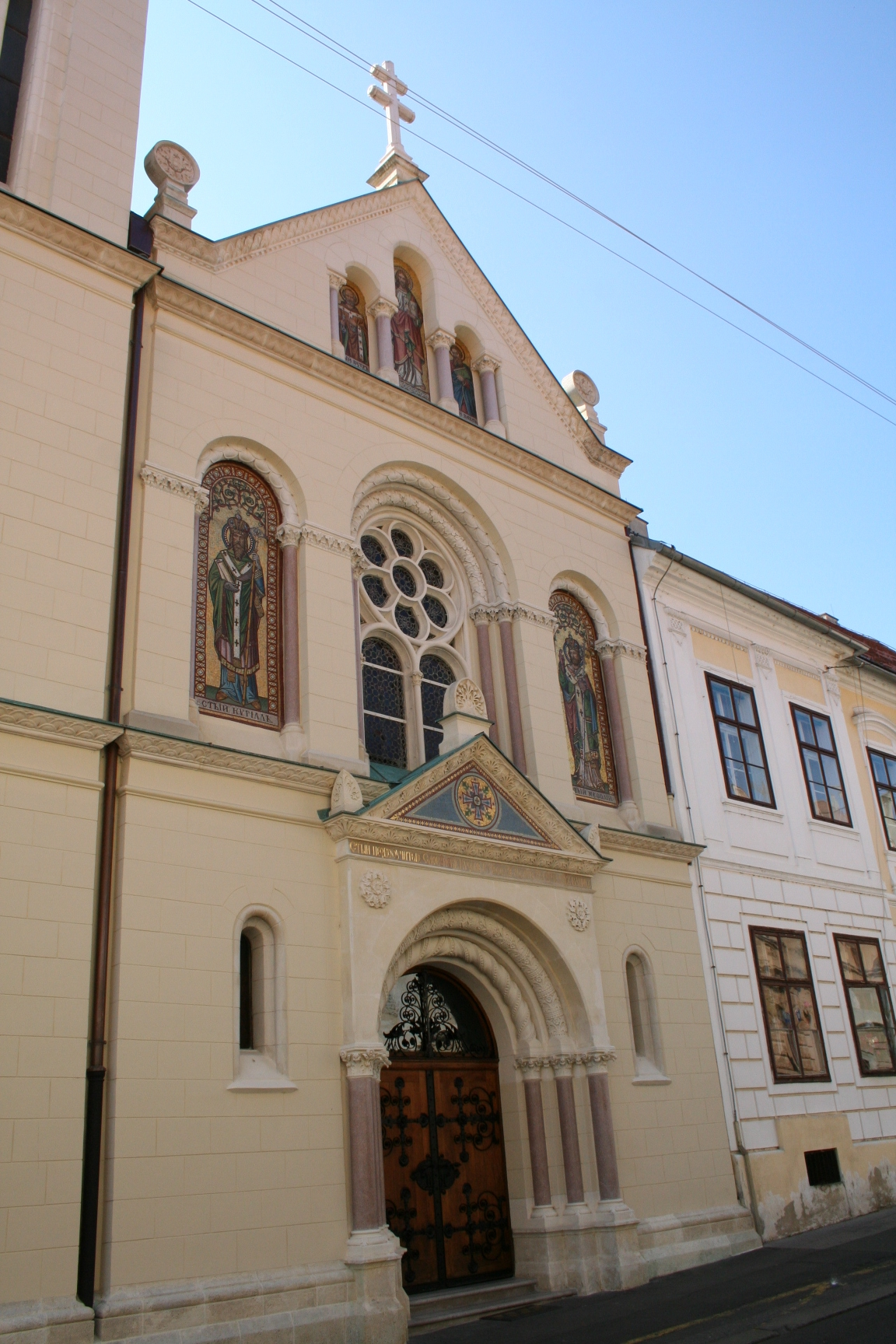
La concattedrale dei Santi Cirillo e Metodio a Zagabria.

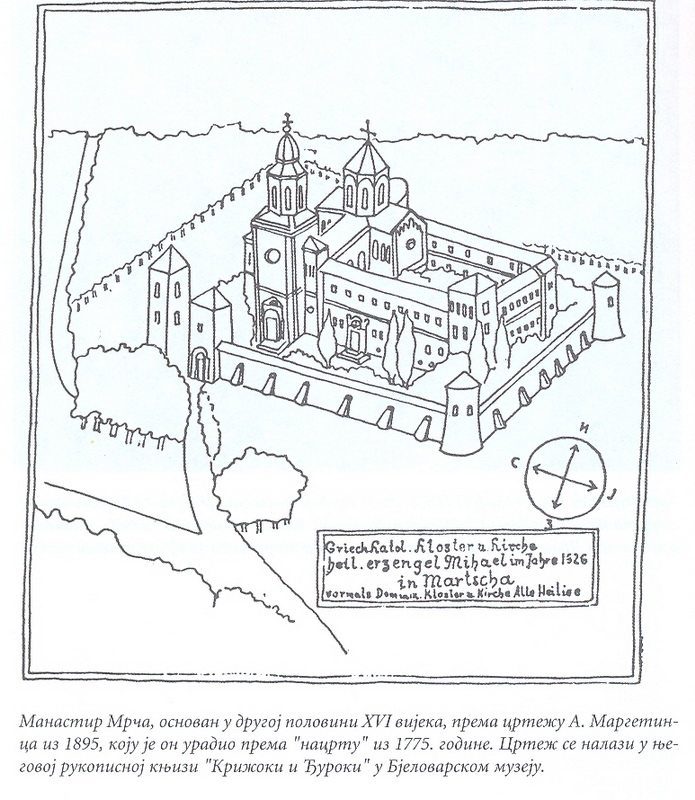
Disegno settecentesco del monastero di Marca, prima sede degli eparchi cattolici.

L'eparchia di Križevci (in latino Eparchia Crisiensis) è una sede della Chiesa bizantina cattolica di Croazia e Serbia suffraganea dell'arcidiocesi di Zagabria. Nel 2021 contava 23.000 battezzati. È retta dall'eparca Milan Stipić.

## Territorio
L'eparchia comprende tutti i fedeli di rito bizantino residenti in Croazia, Slovenia e Bosnia ed Erzegovina.
Sede eparchiale è la città di Križevci, dove si trova la cattedrale della Santissima Trinità. A Zagabria sorge la concattedrale dei Santi Cirillo e Metodio.
Il territorio è suddiviso in 46 parrocchie, raggruppate in 4 vicariati: Žumberak, Bosnia, Slavonia-Sirmia e Dalmazia.

## Storia
Il vicariato apostolico per i fedeli di rito bizantino del regno di Croazia fu eretto da papa Paolo V il 21 novembre 1611 con il breve Divinae Majestatis arbitrio. Il vicariato aveva sede nel monastero di San Michele Arcangelo di Marča, nei pressi dell'odierna Ivanić-Grad.
La sede fu istituita in seguito all'adesione al cattolicesimo del vescovo Simeon Vratanja (fin ad allora dipendente dal patriarcato di Peć), che il 19 novembre 1611, a Roma, alla presenza del cardinale Roberto Bellarmino, sottoscrisse la professione di fede cattolica. Vratanja fu riconosciuto dalla Santa Sede come vescovo per tutti i fedeli greco-cattolici della Croazia, ma dipendente, come vicario, dal vescovo latino di Zagabria.
La comunità di rito bizantino che aderì al cattolicesimo era multietnica, costituita principalmente da serbi, ma anche da croati, valacchi, albanesi e greci, che erano fuggiti dalle loro terre invase dagli Ottomani; il nucleo più consistente di fedeli greco-cattolici si trovava a Žumberak e nelle sue vicinanze.
Nel 1681 l'eparca Pavao Zorčić fondò a Zagabria il seminario eparchiale, sovvenzionato dall'imperatore Leopoldo I d'Asburgo.
Non mancarono momenti di tensione, in particolare con la Chiesa ortodossa serba. Al momento dell'unione, nel 1611, diversi preti e monaci dell'eparchia rifiutarono di riconoscere l'unione con Roma, rivolgendosi nuovamente al patriarcato di Peć. Anche alcuni degli eparchi succeduti a Simeon Vratanja solo formalmente osservarono l'unione, ma continuarono a mantenere buone relazioni con i patriarchi ortodossi.
Nel 1739 il monastero di Marča fu assalito e dato alle fiamme e l'eparca trasferì la propria sede a Pribić (oggi nel comune di Krašić). A causa delle pressioni del patriarcato serbo, molti fedeli ritornarono all'ortodossia, ma rimasero cattoliche la maggior parte delle comunità di Žumberak e dintorni.
Il 17 giugno 1777 con la bolla Charitas illa di papa Pio VI fu soppresso il vicariato apostolico e contestualmente fu eretta l'eparchia, con sede nella città di Križevci.
Originariamente suffraganea dell'arcidiocesi di Esztergom, l'11 dicembre 1852 entrò a far parte della provincia ecclesiastica dell'arcidiocesi di Zagabria.
Dopo la prima guerra mondiale, la giurisdizione degli eparchi di Križevci fu estesa a tutti i fedeli greco-cattolici del regno dei Serbi, Croati e Sloveni, sorto nel 1919 e diventato nel 1929 regno di Jugoslavia.
Il 25 luglio 1932, in forza del decreto Cum animum bonum della Congregazione per le Chiese Orientali, la sede eparchiale fu trasferita a Zagabria, dove fu eretta la concattedrale dei Santi Cirillo e Metodio. Questa decisione, rimasta lettera morta a causa degli eventi bellici e politici, fu ribadita il 24 maggio 1959 con un altro decreto della stessa Congregazione.
Dopo la dissoluzione della Jugoslavia, ha ceduto porzioni del suo territorio a vantaggio di circoscrizioni ecclesiastiche di rito bizantino istituite in alcuni dei nuovi Stati formatisi: l'11 gennaio 2001 per l'erezione dell'esarcato apostolico di Macedonia (oggi eparchia della Beata Maria Vergine Assunta in Strumica-Skopje), e il 28 agosto 2003 per l'erezione dell'esarcato apostolico di Serbia e Montenegro (oggi eparchia di San Nicola di Ruski Krstur).

## Cronotassi dei vescovi
Si omettono i periodi di sede vacante non superiori ai 2 anni o non storicamente accertati.
- Simeon Vratanja † (1607 - 1629)
- Maxim Predojević † (1630 - 1642)
- Gabrijel Predojević † (1642 - 1644)
- Vasilije Predojević † (1644 - 1648)
- Sava Stanislavić † (1648 - 1661)
- Gabrijel Mijakić † (1663 - 1670)
- Pavao Zorčić, O.S.B.M. † (20 novembre 1671[5] - 23 gennaio 1685[6] deceduto)
- Marko Zorčić † (20 febbraio 1688[5] - 1688)
- Isaija Popović, O.S.B.M. † (5 novembre 1689[5] - 1699 deceduto)
- Gabrijel Turčinović, O.S.B.M. † (13 agosto 1701[5] - 1707)
- Grgur Jugović, O.S.B.M. † (20 giugno 1709[5] - 1709)
- Rafael Marković, O.S.B.M. † (2 gennaio 1712[7] - 1726)
- Georg Vučinić, O.S.B.M. † (28 aprile 1729[7] - 1733)
  - Silvester Ivanović † (1734 - 1735)
- Teophil Pašić, O.S.B.M. † (28 agosto 1738[8] - 15 maggio 1745 deposto)
  - Sede vacante (1745-1752)
- Gabrijel Palković, O.S.B.M. † (4 agosto 1752 - 25 febbraio 1759 deceduto)
- Bazilije Božičković, O.S.B.M. † (4 settembre 1759[9] - 9 maggio 1785[10] deceduto)
  - Sede vacante (1785-1789)
- Josaphat Bastašić † (30 marzo 1789 - 28 agosto 1793[11] deceduto)
  - Sede vacante (1793-1795)
- Silvester Bubanović † (22 settembre 1795 - 14 giugno 1810 deceduto)
  - Sede vacante (1810-1815)
- Konstantin Stanić † (15 marzo 1815 - 31 luglio 1830 deceduto)
  - Sede vacante (1830-1834)
- Gabrijel Smičklas † (1834 - 14 marzo 1856[12] deceduto)
- Đorđe Smičklas † (21 dicembre 1857 - 20 aprile 1881 deceduto)
- Ilija Hranilović † (15 marzo 1883 - 16 marzo 1889[13] deceduto)
  - Sede vacante (1889-1891)
- Julije Drohobeczky † (17 dicembre 1891 - 18 maggio 1917 dimesso[14])
  - Sede vacante (1917-1920)
- Dionýz Njarady † (1º maggio 1920 - 14 aprile 1940 deceduto)
  - Sede vacante (1940-1942)
- Janko Šimrak † (9 maggio 1942 - 9 agosto 1946 deceduto)
  - Sede vacante (1946-1960)
- Gabrijel Bukatko † (22 luglio 1960 - 2 marzo 1961 nominato arcivescovo coadiutore di Belgrado[15])
  - Sede vacante (1961-1983)
- Slavomir Miklovš † (22 gennaio 1983 - 25 maggio 2009 ritirato)
- Nikola Kekić (25 maggio 2009 - 18 marzo 2019 ritirato)
- Milan Stipić, dall'8 settembre 2020[16]

## Statistiche
L'eparchia nel 2021 contava 23.000 battezzati.
| anno | popolazione | popolazione | popolazione | presbiteri | presbiteri | presbiteri | presbiteri                | diaconi | religiosi | religiosi | parrocchie |
| anno | battezzati  | totale      | %           | numero     | secolari   | regolari   | battezzati per presbitero | diaconi | uomini    | donne     | parrocchie |
| ---- | ----------- | ----------- | ----------- | ---------- | ---------- | ---------- | ------------------------- | ------- | --------- | --------- | ---------- |
| 1950 | 55.000      | 15.000.000  | 0,4         | 62         | 58         | 4          | 887                       |         | 2         | 55        | 50         |
| 1969 | 62.000      | ?           | ?           | 60         | 57         | 3          | 1.033                     |         | 5         | 93        | 42         |
| 1980 | 48.680      | ?           | ?           | 60         | 58         | 2          | 811                       | 1       | 4         | 112       | 57         |
| 1990 | 48.870      | ?           | ?           | 62         | 60         | 2          | 788                       | 1       | 4         | 112       | 57         |
| 1999 | 48.775      | ?           | ?           | 63         | 61         | 2          | 774                       |         | 2         | 111       | 50         |
| 2000 | 48.905      | ?           | ?           | 63         | 61         | 2          | 776                       |         | 2         | 111       | 50         |
| 2001 | 42.579      | ?           | ?           | 53         | 52         | 1          | 803                       |         | 1         | 93        | 45         |
| 2002 | 37.174      | ?           | ?           | 62         | 58         | 4          | 599                       |         | 4         | 115       | 53         |
| 2003 | 42.603      | ?           | ?           | 62         | 58         | 4          | 687                       | 3       | 4         | 115       | 53         |
| 2004 | 15.311      | ?           | ?           | 38         | 36         | 2          | 402                       |         | 2         | 60        | 34         |
| 2009 | 21.509      | ?           | ?           | 28         | 28         |            | 768                       |         |           | 58        | 44         |
| 2013 | 21.270      | ?           | ?           | 33         | 33         |            | 644                       |         |           | 47        | 46         |
| 2016 | 21.121      | ?           | ?           | 44         | 44         |            | 480                       |         |           | 41        | 46         |
| 2019 | 21.000      | ?           | ?           | 47         | 47         |            | 446                       | 1       |           | 31        | 46         |
| 2021 | 23.000      | ?           | ?           | 49         | 48         | 1          | 469                       | 1       | 7         | 29        | 46         |